# Swen Nater
Swen Erick Nater (* 14. ledna 1950 Den Helder) je bývalý nizozemsko-americký basketbalista. Ve třech letech ho opustila matka, v devíti letech byl osvojen do Spojených států, kde pak prožil zbytek života a svou basketbalovou kariéru. Působil nejprve v univerzitním basketbale, s klubem UCLA Bruins dvakrát vyhrál mistrovství National Collegiate Athletic Association (1972, 1973). Poté působil v soutěži American Basketball Association (profesionální lize, která se roku 1976 sloučila s NBA). V ABA hrál za kluby Virginia Squires (1973, 1976), San Antonio Spurs (1973–1975) a New York Nets (1975–1976). Po sloučení ABA a NBA přestoupil do Milwaukee Bucks, poté hrál ještě za klub Buffalo Braves, jenž prodal licenci do San Diega a změnil název na San Diego Clippers (dnes Los Angeles Clippers), v tomto klubu působil v letech 1977–1983. Poslední sezónu v NBA strávil v Los Angeles Lakers (1983–1984). Jeho souhrnná bilance v ABA a NBA je 8980 bodů (12,4 bodu na zápas), 1235 asistencí a 8340 doskoků (11, 6 na zápas). Doskoky byly jeho velká zbraň, byl v této disciplíně lídrem ligy v letech 1975 a 1980. Dvakrát byl vybrán do all-star soutěže (1974, 1975). Budeme-li ho považovat za Evropana, je třicátým nejúspěšnějším zástupcem starého kontinentu v dějinách NBA. Závěr kariéry strávil v italské lize, v dresu klubu, jenž v jeho době nesl název Associazione Pallacanestro Udinese (zanikl roku 2011). Dostal ještě nabídku hrát za Barcelonu, ale rozhodl se ukončit kariéru.